# إدفو قبلي
قرية إدفو قبلي هي إحدى القرى التابعة لمركز إدفو في محافظة أسوان في جمهورية مصر العربية.